# Az elegáns univerzum
Brian Greene: Az elegáns univerzum, Szuperhúrok, rejtett dimenziók és a végső elmélet kihívása
A húrelméletet művelő szerző izgalmas ismeretterjesztő írása a húrelméletről. A könyvből Amerikában filmsorozatot készítettek a szerző kommentálásával.
| Kiadó       | Akkord Kiadó Kft     |
| Kiadási év  | 2003                 |
| ISBN        | ISBN 963-9429-32-5   |
| Fordította  | Gergely Árpád László |
| Szaklektor  | Horváth Zalán        |
| Eredeti cím | The Elegant Universe |

A 20. század során három alapvető konfliktus volt a fizikában.
- Az első a newtoni mechanika összeegyeztethetetlensége Maxwell elméletével a fénysebesség értékével kapcsolatban az egymáshoz képest mozgó rendszerekben. Ezt oldotta fel Einstein a speciális relativitáselmélettel.
- A speciális relativitáselmélet szerint semmi nem terjedhet a fénysebességnél gyorsabban, a gravitáció sikeres elmélete pedig ezt feltételezi. Ennek feloldására az általános relativitáselmélet volt képes, amit szintén Einstein dolgozott ki.
- A harmadik konfliktus az általános relativitáselmélet összeegyeztehetetlensége a kvantummechanikával. Az előbbit nem tudjuk használni nagyon kicsi méretek esetén. A megoldására esélyes jelölt a húrelmélet, amely szerint a különböző elemi részecskék egy húr különböző rezgési módozatai.

A könyv a fent leírt teljes fejlődési folyamatot végigkíséri. Szemléletesen bemutatja a kétféle relativitáselmélet és a kvantummechanika fontosabb jellemzőit. Majd erre építve bemutatja a húrelmélet fejlődését a kezdeti időktől, amikor nem fogadták el több hiányossága miatt a jelenlegi helyzetig, amikor több elemmel kiegészülve nem mond ellent a tapasztalatnak, és sok dolgot egyszerűbben magyaráz, mint a pontszerű testeket feltételező standard modell, csupán az egyenletek matematikai megoldása jelent gondot.(A szerző szerint a húrelmélet letisztulására valószínűleg szükség lesz a mi századunkra.)
A jelenlegi elmélet természetes módon vezet a szuperszimmetriához, a felcsavart kis kiterjedésű rejtett dimenziókhoz és pár egyéb szokatlan dologhoz. Cserébe viszont természetesen adódik belőle a gravitáció, és valószínűleg elérhető vele az alapvető kölcsönhatások egységes tárgyalása.
A könyv olvasásához elegendő a középiskolai szintű fizikaismeret, de megértéséhez nem mellőzhető a szellemi erőfeszítés. Ezért cserébe az olvasó belepillantást nyerhet egy érdekes elmélet alakulásába.
- Az elegáns univerzum. Szuperhúrok, rejtett dimenziók és a végső elmélet kihívása; ford. Gergely Árpád László; Akkord, Bp., 2003 (Talentum tudományos könyvtár)